# ۵ انگشت
۵ انگشت (انگلیسی: 5 Fingers) فیلمی در ژانر جاسوسی به کارگردانی جوزف ال. منکیه‌ویچ است که در سال ۱۹۵۲ منتشر شد. از بازیگران آن می‌توان به جیمز میسون، دانیل داریو و مایکل رنی اشاره کرد.